# NGC 7742
NGC 7742 es una galaxia en la constelación de Pegaso. Se encuentra a 72 millones de años luz de la Tierra y su magnitud aparente es de 11,6. A causa de su aspecto, informalmente se la llama también Galaxia del huevo frito. Fue descubierta el 18 de octubre de 1784 por el astrónomo William Herschel.
Observando la galaxia de dentro afuera se puede distinguir:
- En el centro los científicos suponen la existencia de un agujero negro.
- Alrededor se observa una zona muy clara y un anillo de polvo interestelar, a unos 2000 años luz de distancia.
- La región de color malva subsiguiente (aproximadamente a 3200 años luz) es una región de intensa formación estelar.
- Después sigue un segundo cinturón de polvo con una densidad más pequeña que el primero.
- Únicamente fuera de este segundo cinturón de polvo hay brazos como en otras galaxias espirales. En ellos también nacen estrellas pero con menor intensidad que en el anillo interior.

NGC 7742 tiene un núcleo mucho más luminoso que lo que cabría esperar para una galaxia de su tamaño, ya que es una galaxia Seyfert de tipo 2, con un núcleo moderadamente activo. En este tipo de galaxias se piensa que existe un agujero negro supermasivo en el centro. El gas que cae en espiral hacia el interior se ve acelerado hasta fracciones significativas de la velocidad de la luz y a la vez es supercalentado, creando el brillante resplandor que se observa en la imagen obtenida con el telescopio espacial Hubble.